# 'Round Midnight
Pour les articles homonymes, voir Autour de minuit.
'Round Midnight est un standard de jazz composé par Thelonious Monk en 1944, écrite dans la tonalité de mi bémol mineur. Il l'aurait composé entre 1940 et 1941, mais selon Harry Colomby, Monk l'aurait écrit en 1936 à 19 ans, et appelé alors Grande Finale.
On retrouve parfois ce morceau sous le titre Around Midnight ou Round About Midnight.

## Histoire
D'après Harry Colomby, le manager de Monk, le trompettiste américain Cootie Williams signa un contrat avec Thelonious Monk pour enregistrer le titre en 1944. Ils enregistrèrent le titre avec le Cootie Williams Orchestra, dans lequel Monk avait placé le jeune prodige, Bud Powell (frère de Richie Powell, qui jouera notamment avec Max Roach, et Clifford Brown).
Une deuxième version fut enregistrée sous le nom de Dizzy Gillespie en 1946 et modela grandement la version que nous connaissons aujourd'hui, (avec Dizzy Gillespie (tp), Lucky Thompson (ts), Milt Jackson (vib), Al Haig (p), Ray Brown (b), Stan Levy (dr)). Le premier enregistrement de Monk en tant que leader date du 21 novembre 1947, chez le label de ses débuts, Blue Note. On retrouve cet enregistrement sur Genius of Modern Music : Vol. 1. On peut également retrouver  'Round Midnight sur Thelonious Himself, Misterioso ou encore sur Solo '54.

## Interprétations
De très nombreux musiciens ont interprété 'Round Midnight, dont :
- 1947 : Thelonious Monk, Genius of Modern Music : Vol. 1
- 1952 : Stan Getz, Birdland Sessions
- 1953 : Miles Davis avec Charlie Parker, Collectors' Items
- 1953 : Miles Davis and The Lighthouse All-Stars, At Last !
- 1954 : Thelonious Monk, Piano Solo
- 1955 : Miles Davis, 'Round About Midnight
- 1956 : Miles Davis avec Thelonious Monk, Miles Davis and the Modern Jazz Giants
- 1957 : Miles Davis, Miles Davis Quintet Featuring Barney Wilen, Amsterdam
- 1958 : Michel Legrand, Legrand Jazz avec (Miles Davis, John Coltrane, Paul Chambers, Bill Evans...)
- 1959 : Art Pepper, Art Pepper+Eleven : Modern Jazz Classics
- 1959 : Wes Montgomery, The Wes Montgomery Trio
- 1961 : Thelonious Monk Quartet, Live in Stockholm
- 1961 : Miles Davis, Directions, sorti en 1981
- 1963 : Bill Evans, Conversations with Myself
- 1965 : Miles Davis, The Complete Live at the Plugged Nickel 1965
- 1966 : Baden Powell, Tristeza on guitar
- 1969 : Miles Davis, 1969 Miles, Festiva de Juan Pins
- 1975 : Jim Hall, Live !
- 1978 : Claude Nougaro, Autour de minuit (paroles françaises de Claude Nougaro, musique créditée à Thelonious Monk, Cootie Williams et Bernie Hanighen), album Tu verras
- 1980 : Chet Baker, dans l'album Round Midnight
- 1982 : Art Pepper, Tête-à-tête
- 1984 : Michel Petrucciani, dans Live at the Village Vanguard
- 1987 : Matia Bazar, Oggi è già domani… Intorno a mezzanotte ('Round Midnight) dans l'album Melò
- 1990 : Bobby McFerrin & Chick Corea, Play
- 1995 : Howard Johnson & Gravity, Gravity!!!
- 1995 : James Carter, The Real Quietstorm
- 2020 : Spanish Harlem Orchestra, The Latin Jazz Project

## Citation
« 'Round Midnight était très dur parce qu'il avait une mélodie complexe, fallait pas s'éparpiller. Il fallait qu'on entende les accords, la grille, mais aussi ce qui venait par-dessus. C'était un de ces thèmes qu'il faut entendre. Pas comme une mélodie ou un motif ordinaire de huit mesures, en mineur. Un thème dur à apprendre et à retenir. J'arrive toujours à la jouer, mais pas trop, sauf quand je travaille seul. Ce qui me donnait le plus de mal, c'était toutes ces harmonies. Il me fallait entendre le thème, le jouer et improviser de telle façon que Monk entende la mélodie. »

— Miles Davis, Miles Davis avec Quincy Troupe, Miles : L'autobiographie, Infolio, 2007